# Federico Tedeschini
Federico Tedeschini (Antrodoco, Laci, 12 d'octubre de 1873 – Roma, 2 de novembre de 1959) va ser un arquebisbe i cardenal italià.

## Biografia
Als onze anys ingressà al seminari menor de Rieti, i posteriorment al Pontifici Seminari Major Romà, on tingué de company d'estudis Eugenio Pacelli, futur papa Pius XII, i al Seminario Pio. S'hi llicencià en teologia, filosofia i  in utroque iure (drets civil i canònic). Va ser ordenat sacerdot el 25 de juliol de 1896. Dos anys després va guanyar per oposició el càrrec de canonge teòleg de la catedral de Rieti, per bé que hom l'autoritzà a residir a Roma per continuar els estudis. Durant el pontificat de sant Pius X, fou nomenat assistent privat (1903) i prelat domèstic de Sa Santedat (1908), i seguidament canceller de la Secretaria dels Breus Apostòlics, càrrec en el qual romangué fins al 1914, quan el papa Benet XV l'ascendí a substitut de la Secretaria d'Estat i el consagrà personalment arquebisbe titular de Naupacte (Lepant).
El 31 de març de 1921 fou nomenat nunci apostòlic a Espanya, càrrec que ostentaria fins a pocs dies abans de l'esclat de la guerra civil, de la manera que li pertocà gestionar els interessos de la Santa Seu durant els darrers anys de la monarquia i tota la república. Es mostrà proper a la línia de la dictadura del general Primo de Rivera i covà una gran animadversió pels moviments nacionalistes basc i català. A ell es deu la clausura, fins ara definitiva, de la Universitat Pontifícia de Tarragona. El 1930 havia fundat l'Acció Catòlica Espanyola.
A l'adveniment de la República, s'hagué de plegar als interessos del nou papa Pius XI, que maldava per mantenir-hi les millors relacions possibles, malgrat l'actitud sectària i sovint matussera de Tedeschini. Al final el papa el volgué substituir mitjançant elevació, i el 13 de març de 1933 el creà cardenal, però la inestable situació política d'Espanya feu que de moment es reservés el nomenament in pectore i el mantingués en el càrrec de nunci a l'espera d'esdeveniments. Tanmateix, la millora de relacions durant el "Bienni negre" convenceren el papa de proclamar-lo i destinar-lo a la Cúria Vaticana, i així ho feu en el consistori del 16 de desembre de 1935, quan li atorgà el títol de cardenal-prevere de S. Maria della Vittoria. El govern de centredreta de Manuel Portela Valladares s'apressà a condecorar-lo amb la Gran Creu de l'Orde d'Isabel la Catòlica. Tot i el nomenament formal de Filippo Cortesi com a successor seu a la nunciatura de Madrid, Tedeschini hi romangué fins al 10 de juny de 1936. Silvio Sericano, auditor de la nunciatura, va quedar llavors com l'últim representant del Papa davant el govern constitucional d'Espanya i, posteriorment, davant les autoritats governamentals durant els primers mesos de la guerra.
El 1938 fou nomenat datari apostòlic, càrrec que ocuparia fins a la seva mort. Participà en el conclave de 1939 que elegí papa el seu amic Pius XII. Aquest de seguida afegí al seu càrrec el d'arxipreste de la Basílica de Sant Pere del Vaticà i més tard en de camarlenc del Sacre Col·legi Cardenalici (1946). Li encomanà diverses missions, com ara la prospecció de les opinions dels bisbes en vistes a la proclamació del dogma de l'Assumpció de la Mare de Déu (se li atribueix bona part de la redacció de la constitució dogmàtica Munificentissimus Deus de 1950) o les commemoracions del cinquantenari de les aparicions de Fàtima (1951) i del centenari de les de Lorda (1958). El 28 d'abril de 1951 l'havia elevat a la categoria de cardenal-bisbe de Frascati.
L'any 1952 fou delegat papal en el XXXV Congrés Eucarístic Internacional celebrat a Barcelona, que suposà la màxima exaltació del nacional-catolicisme espanyol i la seva projecció exterior. Arran d'aquell esdeveniment, la ciutat dedicà al cardenal Tedeschini un dels seus carrers, en el nou barri del Congrés, denominació que tothora persisteix.
Autèntic cap de pont de les relacions del Vaticà amb el règim franquista, el 1946 havia estat condecorat pel dictador amb el collar de l'Orde de Carles III. Sol·licità i aconseguí, el 1954, que Franco atorgués al seu nebot i hereu, Gian Battista Tedeschini Danieli, el títol nobiliari de marquès de Santa Maria de la Almudena.
Prengué part al conclave de 1958 que elegí papa el beat Joan XXIII.
Morí al Palau de la Dataria de Roma, no sense haver llegat una considerable fortuna als seus nebots, cosa que provocà un gran escàndol. Fou sebollit a les grutes vaticanes

## Honors
Bali Gran Creu de Cavaller d'Honor i Devoció pels Cardenals de la Santa Església Romana
 Collar de l'orde d'Isabel la Catòlica (Espanya, 1935)
 Collar de l'orde de Carles III (Espanya, 1946)